# Alguém Perdeu
Alguém Perdeu é uma telenovela portuguesa produzida pela SP Televisão e transmitida pela CMTV entre 18 de março e 24 de outubro de 2019. Começou a ser reposta na CMTV no dia 27 de Outubro de 2020 nas madrugadas. É escrita por António Barreira.
Foi protagonizada por Mafalda Luís de Castro, Anabela Teixeira, António Pedro Cerdeira e Nuno Janeiro.

## Sinopse
Madalena, empresária rica e poderosa, sente-se culpada pela morte do único neto, ocorrida acidentalmente na piscina da casa de família quando o menino estava ao seu cuidado. A morte da criança faz com que Leonor, única filha de Madalena, entre numa espiral de destruição e loucura, pondo em risco a sua carreira, assim como o seu casamento com o ambicioso Bruno. A dor de Leonor é ainda maior pelo facto de não poder ter mais filhos.
Vendo a filha perder-se, e com o apoio do marido, Rodrigo, padrasto de Leonor, Madalena propõe à filha usar a sua barriga para que possa gerar outro filho. Mas esta gestação de substituição de mãe para filha, que tinha tudo para ser o maior ato de amor materno, acaba por se revelar de uma monstruosidade sem igual.
Ao longo de 82 episódios, numa história de emoções ao rubro, assinada por António Barreira, ‘Alguém Perdeu’ aborda temas fraturantes da sociedade, como a marginalidade, o consumo de drogas, a homossexualidade recalcada e a prostituição de luxo.
Devido ao baixo desempenho que a telenovela teve, foi cancelada e não teve final gravado.

## Elenco
| Ator                   | Personagem                          |
| ---------------------- | ----------------------------------- |
| Anabela Teixeira       | Madalena Mascarenhas                |
| Mafalda Luís de Castro | Leonor Mascarenhas Junqueira        |
| António Pedro Cerdeira | Rodrigo Sarmento                    |
| Nuno Janeiro           | Bruno Junqueira                     |
| Almeno Gonçalves       | Eduardo Sarmento                    |
| Rafaela Covas          | Bárbara Nogueira Sarmento           |
| Filipa Pinto           | Mariana Nogueira Sarmento           |
| Francisco Fernandez    | Miguel Nogueira Sarmento            |
| Ana Catarina Afonso    | Magda Sarmento                      |
| Luciano Gomes          | Tiago Moreira                       |
| Diogo Costa Reis       | Ricardo Santos                      |
| Gonçalo Botelho        | José António Santos (Zeca Pedra)    |
| Marta Peneda           | Isa Santos                          |
| Joana Alvarenga        | Vanda Ventura                       |
| Jacira Araújo          | Anabela Ventura (Belinha)           |
| Catarina Avelar        | Quitéria de Jesus do Espírito Santo |
| Sabri Lucas            | Baltazar de Jesus                   |
| Pedro Rodil            | Luís Carlos Brandão                 |
| João Mota              | Sérgio Bomba                        |
| José Martins           | Leonel Piçarra                      |
| Joaquim Nicolau        | Júlio                               |
| Ricardo Trêpa          | Gusmão de Andrade                   |
| Rui de Sá              | Francisco António (Chico Toy)       |
| Maria Simões           | Arminda                             |
| Nina Névoa             |                                     |
| Samanta Castilho       | Alexa                               |
| Maria Faleiro          | Idalina                             |

| Ator              | Personagem     |
| ----------------- | -------------- |
| Francisca Salgado | Luísa Sarmento |

| Ator               | Personagem                      |
| ------------------ | ------------------------------- |
| Guilherme Ferreira | João Vicente                    |
| Jorge Silva        | Dr. Gouveia                     |
| Nuno Guerreiro     | Dr. Aníbal Tavares              |
| Maria José Baião   | Amiga de Quitéria               |
| Manuel Rodrigues   | Chefe Cardoso                   |
| Joaquim Guerreiro  | Homem que tenta seduzir Eduardo |

## Audiências
O primeiro episódio de Alguém Perdeu marcou 1,6% de rating e 3,3% de share, com cerca de 156 mil espectadores.

## Banda Sonora
- Miguel Gameiro com Susana Félix - Se Alguém Perdeu
- Ana Malhoa - Viúva Negra
- Fado Lelé - Amor Limão
- TT - Eu Já Não Sei
- Calema - Sombra
- Toktone G - Magik Note
- Matías Damásio - Faltou Coragem
- Boy Teddy - Só Sei te Amar

## Curiosidades
- Foi a primeira telenovela da CMTV pretendendo reabrir o horário das 20h para ficção nacional, no entanto dado aos fracos resultados acabou por figurar em 6 faixas horárias diferentes na sua primeira exibição.
- Nas primeiras semanas da telenovela, através de um número, os telespectadores podiam ganhar prémios.
- Marcou o primeiro projeto de António Barreira desde que saiu da Plural para a SP Televisão.
- Estreia de Gonçalo Botelho em televisão.
- A telenovela foi reduzida de 200 episódios para 82 devido ao baixo desempenho que a mesma teve.[6]